# ハンスイェルク・イエックレ
ハンスイェルク・イエックレ（Hansjörg Jäkle、1971年10月19日 - ）はドイツバーデン＝ヴュルテンベルク州ショーナッハ出身の元スキージャンプ選手。
1993年〜2002年に国際大会で活躍し、1994年リレハンメルオリンピックで金メダルを獲得している。

## プロフィール
イエックレは元々ノルディック複合の選手で1990年まではドイツコンバインドナショナルCチームに属していた。
1991年のドイツ再統一は若手のアスリートにとって有利になった。
イエックレは1992年純ジャンプのナショナルBチームに属する選手としてインターコンチネンタルカップに出場した。
1992/93シーズンからスキージャンプ・ワールドカップに参戦、1994年リレハンメルオリンピックには代表選手に選ばれ、ラージヒル個人で24位、団体戦では金メダルメンバーとなった。
1995年の世界選手権と1998年長野オリンピックでともに団体戦の銀メダルを獲得している。
スキージャンプ・ワールドカップでは1998年1月6日ビショフスホーフェンで2位になったのが自己最高位で、表彰台に上ったのもこれが唯一である。このシーズンの総合で14位となったのが自己最高位である。
2001/2002シーズンを最後に現役引退。2001年に結婚し一男一女を授かる。スキージャンプのほかに長い間モトクロスバイクを趣味として運転していたが2004年に転倒して両足骨折の大怪我を負った。
現在はショーナッハで教師を務めている。